# Географија Аустрије
Аустрија се налази у средишњој Европи и не поседује излаз на море. Дели се на два подручја: алпско подручје које заузима око 70% територије и низије којом теку Дунав и његове притоке.

## Алпска Аустрија
Алпска Аустрија пружа се од Боденског језера до Дунава; тамо је појас уланчаних планина испресецаних долинама и природним превојима: северна страна Тридентинских и Карнских Алпа (на граници са Италијом), Високе Туре, Ниске Туре, Норичке Алпе (у средишњој зони), Алгајске алпе, Баварске Алпе и Чешка шума (на граници са Немачком и Чешком). Алпске планине су обрасле густим шумама, а над њима се уздижу ледници. Највиши врх Аустрије је Гросглокнер (3.797 m) у Високим Турама. 

## Дунавска Аустрија
Дунавска Аустрија је равничарска или благо валовита, а пружа се на северу земље пространом дунавском равницом. У североисточном делу налази се равница која се наставља у Мађарској. Ток Дунава у Аустрији дуг је 360 km; Дунав улази у Аустрију код Пасау и тече до периферије Братиславе на граници са Словачком. У Дунав се сливају многе притоке које се спуштају са источних Алпа: најважнији је Ин, који протиче Тиролом са притоком Салзах, Енс и Траун. Драва извире на италијанској територији, али тече Аустријом 400 km од својих 720 km, пре него што се улије у Дунав у Хрватској; једина важнија лева притока Дунава је Морава која делом означава границу са Чешком. Алпски предео обилује малим и сликовитим ледењачким језерима; највеће језеро Нежидерско (320 km²) налази се у Градишћу у Мађарској равници. Аустрији припада део обале Боденскога језера на граници са Швајцарском и Немачком. Клима источних предела је хладна и континетална. На Алпама зависи од надморске висине и од распореда долина и узвисина. Повремено се осећа утицај топлог ветра који ублажава температуру на брдима и узрокује топљење снега. Крајолици су прекривени пространим шумама црногорице и белогорице као и планинским ливадама.